# کامپیوت!
کامپیوت! (ISSN 0194-357X) یک مجله رایانه‌ای آمریکایی است که بین سال‌های ۱۹۷۹ الی ۱۹۹۴ میلادی چاپ و منتشر می‌شد. پیش درآمد این مجله به سال ۱۹۷۸ باز می‌گردد که طی آن Len Lindsay، مجله PET Gazette (یکی از اولین مجله‌ها در مورد رایانه کمودور پی ای تی) را منتشر می‌کرد. دوران شکوفایی این مجله مربوط به دهه هشتاد میلادی است که طی آن تمامی رایانه‌های مطرح آن زمان توسط این مجله پوشش داده می‌شدند. همچنین تعدادی مجله وابسته و اختصاصی نیز برای پلتفرم‌های مطرح منتشر می‌شد که از موفق‌ترین آن‌ها می‌توان به «روزنامه رسمی کامپیوت!» اشاره کرد که برای کاربران رایانه‌های کمودور منتشر می‌شد.

## تاریخچه
هدف اصلی این مجله انتشار برنامه‌های رایانه‌ای برای همه مدل‌های موجود در بازار بود که از سی پی یو مشابه ۶۵۰۲ استفاده می‌کردند. این هدف از رایانه «کمودور پی ای تی»، کمودور وی‌آی‌سی-۲۰، سری رایانه‌های آتاری ۸-بیت، «اپل ۲ پلاس» و تعدادی از رایانه‌ها که براساس سی پی یو ۶۵۰۲ و به وسیله کیت‌های آماده قابل ساخت بودند (مانند Rockwell AIM 65)، شروع شد. بعد از مدتی ارائه برنامه برای کمودور پی ای تی و رایانه‌های مبتنی بر کیت از طرف این مجله متوقف و به سمت انتشار برنامه برای رایانه‌های دیگر (کمودور وی آی سی-۲۰، اپل ۲، آتاری ۸-بیت و TI-99/4A) متمایل شد. این رویه بعد از گذشت مدت زمانی برای کامپیوترهای مبتنی بر سی پی یو ۶۵۰۲ نیز تکرار شد و برنامه‌های منتشر شده این مجله به سمت رایانه‌های آی‌بی‌ام پی‌سی، آتاری اس تی و سری آمیگا متمایل شد. همچنین کتاب‌های رایانه‌ای زیادی که شامل مقالات برگزیده و مختلفی از درون مجله بودند، برای علاقه‌مندان چاپ و منتشر گردید.
در سال ۱۹۸۳ مجله «کامپیوت!» ادعا کرد که تعداد برنامه‌های ارائه شده توسط این مجله در هر شماره، از تمام مجله‌های دیگر بیشتر است. یکی از مشکلات رایج، برنامه‌های تایپی حجیم برای یک پلتفرم خاص بود که باقی‌مانده فضای مجله اختصاص به برنامه‌های تایپی کوچک برای پلتفرم‌های دیگر می‌شد. اکثر رایانه‌های شخصی آن زمان همراه با زبان برنامه‌نویسی بیسیک ارائه می‌شدند. برنامه‌های زبان ماشین نیز غالباً برای بازی‌های ویدئویی ساده و در قالب ساختار "بیسیک دیتا" (به صورت کدهای هگزادسیمال که در قالب دستورهای POKE وارد حافظه سیستم می‌شدند) برای رایانه‌های خانگی منتشر می‌شدند. کاربران همچنین می‌توانستند از یوتیلیتی ویژه‌ای با نام MLX (که برای سخت افزار اپل ۲، آتاری و کمودور و به زبان بیسیک نوشته شده بود)، خطوط برنامه‌های زبان ماشین را وارد سیستم مورد نظر نمایند. نسخه‌های اولیه این یوتیلیتی از داده‌های دسیمال نیز پشتیبانی می‌کرد اما نسخه‌های بعدی فقط داده‌های هگزادسیمال را قبول می‌کرد.
در شماره ماه مه ۱۹۸۸، ساختار مجله دوباره طراحی و چاپ برنامه‌های قابل تایپ متوقف گشت. در سال ۱۹۹۰ انتشار مجله کامپیوت! به دلیل واگذاری به General Media (ناشر مجله‌هایی مانند Omni و Penthouse) ، چند ماه متوقف شد. General Media نام این مجله را به «کامپیوت» (بدون علامت !) تغییر داد. در سال ۱۹۹۴، «زیف دیویس» (ناشر آمریکایی) تمام حقوق انتشار این مجله را خریداری نمود، ضمن اینکه انتشارات General Media چاپ این مجله را مدتی قبل از فروش متوقف کرده بود.